# پرتاب‌شدگی
پرتاب‌شدگی، افکندگی یا متروکیت مفهومی است که توسط فیلسوف آلمانی مارتین هایدگر برای توضیح تعامل میان سوژه با پیرامونش در زندگی روزمره معرفی شده، که باعث عمل بر اساس غریزه، واکنش آنی به کلام و کنش‌های دیگر افراد، جاری بودن با شرایط، و تفاسیر آنی می‌شود.
هایدگر می‌گوید هنگامی که کسی بپذیرد که عمل نکردن هم یک کنش است، او به شرایطی پرتاب شده‌است بدون آنکه قادر باشد نخست به بازاندیشی آن‌ها بپردازد، چرا که بازاندیشی آن‌ها (نه عمل) نیز خود چیزی است که می‌تواند به عنوان کنش تفسیر شود؛ بنابراین فرد باید به تفاسیر غریزی اکتفا کند و با جریان برود.
پرتاب شدگی در اثار سارتر نیز به چشم میخورد . سارتر از مفهوم پرتاب شدگی برداشتی اگزیستانسیالیسمی دارد و توضیح میدهد که انسان به ازادی و زندگی ازاد خود پرتاب د رها شده . سارتر معتقد است که این پرتاب شدگی انسان را مضطرب میکند زیرا انسان در موقعیت های تصمیم گیری نمیداند کدام مسیر درست و یا غلط است .